# Катте, Адриан
Адриан Йохан Луи Катте (нидерл. Adriaan Johan Louis Katte; 24 июня 1900, Амстердам — 4 июня 1991, Беннебрук, Северная Голландия) — нидерландский хоккеист на траве, вратарь. Серебряный призёр летних Олимпийских игр 1928 года.

## Биография
Адриан Катте родился 24 июня 1900 года в нидерландском городе Амстердам.
Играл в хоккей на траве за «Блумендал».
В 1928 году вошёл в состав сборной Нидерландов по хоккею на траве на летних Олимпийских играх в Амстердаме и завоевал серебряную медаль. Играл на позиции вратаря, провёл 4 матча, пропустил 5 мячей (три от сборной Индии, по одному от Германии и Испании).
Умер 4 июня 1991 года в нидерландском городе Беннебрук (сейчас часть Блумендала).